# Bibliolog
Ein Bibliolog ist eine Methode der interaktiven Auslegung biblischer Texte in einer Gruppe, in deren Verlauf sich die Gruppe in die geschilderte Situation hinein versetzt und gemeinsam einen Text auslegt.

## Prinzip
Während des Bibliologes wird ein biblischer Text vorgelesen und von der moderierenden Leitung an bestimmten Stellen bewusst unterbrochen („Shift“). Alle Teilnehmer eines Bibliologes werden dann eingeladen, sich mit einer biblischen Gestalt zu identifizieren und aus dem Schutz der „Rolle“ heraus in „Ich-Form“ deren Gedanken und Gefühle zu verbalisieren. 
Dadurch wird der biblische Text aus unterschiedlichen Perspektiven heraus ausgelegt, die immer auch etwas mit den Lebensfragen und Lebenssituationen der Mitwirkenden zu tun haben. Sowohl durch die eigenen Beiträge der Teilnehmer als auch durch das passive Zuhören derer, die sich nicht aktiv beteiligen möchten, wird so ein ganzheitliches Erleben der Geschichte möglich. 
Die Grundidee beim Bibliolog besteht darin, dass die Teilnehmer aus der Perspektive verschiedener Charaktere der Geschichte heraus sprechen. Die Leitung verstärkt und vertieft diese Äußerungen („Echoing“), führt die Geschichte weiter und beendet schließlich den Prozess.
Ein Bibliolog dauert idealerweise 15 bis 20 Minuten und ist daher unkompliziert einsetzbar im Gottesdienst, Schulunterricht und in der Gemeindearbeit, in Gruppen unterschiedlicher Größe, unterschiedlichen Alters und unterschiedlicher religiöser Zugehörigkeiten.

## Didaktik
Der Bibliolog ist verwandt mit dem Bibliodrama. Beiden Ansätzen ist das Charakteristikum gemeinsam, dass sie den biblischen Text verlangsamen und dadurch unterschiedliche Ebenen der Wahrnehmung und Aneignung ermöglichen. Beim Bibliolog gibt jedoch grundsätzlich immer der Leiter den Text vor und weist auch die Rollen zu. Dies kann beim Bibliodrama ähnlich geschehen, muss jedoch nicht der Fall sein. Beim Bibliodrama übernimmt der einzelne Teilnehmer während einer Arbeitseinheit eine Rolle, beim Bibliolog weist während des Verlaufes die Leitung den Teilnehmern bestimmte Rollen zu und der einzelne Teilnehmer kann dann darüber entschieden, ob und wie viele Rollen er übernimmt. 
Entwickelt wurde die Methode in Nordamerika von dem jüdischen Psychodramatiker und Literaturwissenschaftler Peter Pitzele und seiner Frau Susan. Sie stellen den Bibliolog in die Tradition der jüdischen Bibelauslegung des Midrasch: Während einerseits der biblische Text („schwarzes Feuer“) unangetastet bleibt, bieten die biblischen Erzählungen andererseits viel Raum zwischen dem Erzählten („weißes Feuer“), der mit eigenen Gedanken gefüllt werden kann. 
Pitzele spricht selbst von „Psychodrama of the Bible“ oder „Bibliodrama“. Der Begriff „Bibliolog“ wird in Deutschland zur Abgrenzung von den vielfältigen anderen Formen von Bibliodrama gebraucht. Der Bibliolog wird aufgrund seiner im Vergleich zum anderen Formen des Bibliodrama einfacheren Durchführbarkeit häufig auch als „kleine Schwester des Bibliodrama“ bezeichnet. 
Die Verbreitung des Bibliologs in Deutschland wurde vor allem von Uta Pohl-Patalong befördert. 
Um selbst als Leiter Bibliologe anleiten zu können, vermittelt eine etwa dreißigstündige Grundausbildung in Wochenend- oder Wochenkursen die notwendigen inhaltlichen und methodischen Kenntnisse. Mit dem Zertifikat eröffnet sich auch die Möglichkeit der Mitgliedschaft im Bibliolognetzwerk mit Internetplattform. Dabei können die Teilnehmer ihre eigenen Bibliologentwürfe einstellen und von anderen Teilnehmern Rückmeldungen erhalten.